# روئینگ در المپیک تابستانی ۱۹۱۲
رویینگ در بازی‌های المپیک تابستانی ۱۹۱۲ نام رویداد ورزش رویینگ در بازی‌های المپیک تابستانی بود که در سال ۱۹۱۲ برگزار شد.

## کشورهای شرکت کننده
در این مسابقات ۱۸۵ ورزشکار از ۱۴ کشور به رقابت با یک دیگر پرداختند.
- استرالزی (۱۰)
- اتریش (۶)
- بلژیک (۶)
- بوهم (۱)
- کانادا (۱۰)
- دانمارک (۱۵)
- فنلاند (۶)
- فرانسه (۱۷)
- آلمان (۲۶)
- بریتانیای کبیر (۲۴)
- مجارستان (۱۱)
- نروژ (۲۴)
- روسیه (۱)
- سوئد (۲۸)

## جدول مدال‌ها
| رتبه  | کشور                 | طلا | نقره | برنز | مجموع |
| ۱     | بریتانیای کبیر (GBR) | ۲   | ۲    | ۰    | ۴     |
| ۲     | دانمارک (DEN)        | ۱   | ۰    | ۱    | ۲     |
| ۲     | آلمان (GER)          | ۱   | ۰    | ۱    | ۲     |
| ۴     | بلژیک (BEL)          | ۰   | ۱    | ۰    | ۱     |
| ۴     | سوئد (SWE)           | ۰   | ۱    | ۰    | ۱     |
| ۶     | کانادا (CAN)         | ۰   | ۰    | ۱    | ۱     |
| ۶     | نروژ (NOR)           | ۰   | ۰    | ۱    | ۱     |
| ۶     | روسیه (RUS)          | ۰   | ۰    | ۱    | ۱     |
|       |                      |     |      |      |       |
| مجموع | مجموع                | ۴   | ۴    | ۵    | ۱۳    |